# Jesús María Vázquez
Jesús María Vázquez fue un sacerdote dominico y sociólogo español, que ocupó, entre otros, el cargo de Secretario General de la Comisión de Información y Publicaciones Infantiles y Juveniles, encargada de la censura franquista para la juventud.

## Biografía
Dominico y profesor de Sociología en la Universidad Laboral de Córdoba, en el verano de 1957 participó en el Curso de Periodismo de Salou con una ponencia titulada Encuesta sociológica sobre lecturas de los niños en las zonas urbanas.
En 1958, obtuvo, junto a sus colaboradores, el Premio Marvá por su obra Servidumbre y Persona, dedicado al estudio del servicio doméstico en España.
En 1962 fue nombrado Secretario de la Comisión de Información y Publicaciones Infantiles y Juveniles, a la cual representó el 23 de septiembre en el Congreso de Expertos europeos sobre la Prensa infantil que tuvo lugar en Múnich.
Fue luego director del Instituto de Sociología Aplicada, a través del cual organizó la Semana de Sociología y Religión, celebrada en Madrid del 23 al 27 de noviembre de 1970.

## Valoración
Aunque el padre Vázquez distinguía

entre la violencia como principal ingrediente de las revistas, totalmente rechazable, y algunos actos violentos que figuran en ellas, que no siempre son perjudiciales.

los especialistas y profesionales del cómic le acusan de haber cargado en exceso contra la violencia de los cuadernos de aventuras, desnaturalizándolos y contribuyendo a su pérdida de lectores y posterior desaparición. Bajo su mandato, también se prohibieron en 1964 las series de superhéroes.